# Sozialismus chinesischer Prägung
Sozialismus chinesischer Prägung (Zhōngguó tèsè shèhuìzhǔyì 中国特色社会主义) ist ein Begriff, der von der Kommunistischen Partei Chinas geschaffen wurde.

## Definition
Der Aufbau des „Sozialismus chinesischer Prägung“ geht davon aus, dass sich China noch im „Anfangsstadium des Sozialismus“ befinde, wie auf den Parteitagen 1987 und nochmals 1997 erklärt wurde. Seine „grundlegende Aufgabe“ sei die „Befreiung der Produktivkräfte“ (d. h. deren forcierte Entwicklung) unter der Prämisse der „Zwei grundlegenden Punkte“: einerseits der „Vier Grundprinzipien“ – Festhalten am sozialistischen Weg, an der Führung durch die Kommunistische Partei, an der „demokratischen Diktatur des Volkes“ sowie am Marxismus-Leninismus und den Mao-Zedong-Ideen – und andererseits der „Reform- und Öffnungspolitik“, die auf der 3. Plenartagung des XI. Zentralkomitees im Dezember 1978 verkündet wurde.

## Geschichte und Bedeutung
Deng Xiaoping gebrauchte den Begriff auf dem XII. Parteitag im Jahr 1982, doch er brachte keine Definition der Phrase, sie spielte auch eine untergeordnete Rolle und kam im wichtigsten Dokument des Parteitags, dem Bericht von Hu Yaobang, nicht vor. Im Jahr 1984 erschien eine Sammlung von Aufsätzen von Deng Xiaoping unter dem Titel Einen Sozialismus chinesischer Prägung aufbauen (Jiànshè yǒu Zhōngguó tèsè shèhuìzhǔyì «建设有中国特色社会主义»).
Am XIII. Parteitag der Kommunistischen Partei Chinas im Oktober 1987 wurde der Aufbau eines „Sozialismus chinesischer Prägung“ von Zhao Ziyang etwas ausformuliert, zu einer „Theorie“ erklärt und zur Staatsideologie erhoben, obwohl es sich eher um eine schwammige Ansammlung verschiedener Konzepte handelte, welche die Abweichungen von der politischen Linie unter Mao Zedong oder gar die Entwicklung in Richtung Kapitalismus unter der Herrschaft der Kommunistischen Partei Chinas rechtfertigen sollte.